# Dioskur (patriarcha Erytrei)
Dioskoros, właściwie Abune Dioskoros (ur. 1935, zm. 21 grudnia 2015) – erytrejski duchowny, patriarcha Erytrejskiego Kościoła Ortodoksyjnego w latach 2007–2015.

## Życiorys
Przebywał w klasztorze Abuna Abranyos. 19 maja 1994 został wyświęcony przez papieża Aleksandrii i patriarchę Stolicy św. Marka Szenudę III. Równocześnie objął obowiązki ordynariusza w biskupstwie Seraye. W kwietniu 2007 wybrany na patriarchę Erytrejskiego Kościoła Ortodoksyjnego. 
W 2008 pojawiły się informacje jakoby część wspólnot w Erytrei nie uznawało jego patriarchatu, jednocześnie wciąż popierając jego poprzednika Antoniego. Zmiana patriarchy Erytrejskiego Kościoła Ortodoksyjnego nastąpiła wskutek decyzji władz państwowych, które usunęły hierarchę krytycznego wobec rządu Erytrei. 
Abune Dioskur zmarł 21 grudnia 2015. Jego następcą na tronie patriarszym został Cyryl (zm. 2022), którego przywództwo również było podważane przez zwolenników abune Antoniego (zm. 2022).